# Pena-Shokeir-Syndrom I
Das Pena-Shokeir-Syndrom I ist eine sehr seltene angeborene Erkrankung mit den Hauptmerkmalen einer fetalen Akinesie mit den typischen Veränderungen einer Arthrogryposis multiplex congenita mit Lungenhypoplasie.
Aufgrund vielfach auftretender Ähnlichkeiten wie Ankylosen, Kamptodaktylie und Talus verticalis zu Trisomie 18 wird das Pena-Shokeir-Syndrom auch Pseudo-Trisomie 18 genannt.
Weitere Synonyme sind: Fetale Akinesie/Hypokinesie-Sequenz; Arthrogryposis multiplex congenita mit Lungenhypoplasie; FADS (Fetal akinesia deformation syndrome)
Mitunter wird der Begriff Pena-Shokeir-Syndrom, zu dem auch das COFS-Syndrom als Typ II gehört, synonym für den Typ I gebraucht.
Die Namensbezeichnungen beziehen sich auf die Autoren der Erstbeschreibung aus dem Jahre 1974 durch die kanadischen Humangenetiker S. D. J. Peña und M. H. K. Shokeir.

## Verbreitung
Die Häufigkeit wird mit unter 1 zu 1.000.000 angegeben, bislang wurde über etwa 100 Betroffene berichtet. Die Vererbung erfolgt autosomal-rezessiv.

## Ursache
Die Ursache ist nicht einheitlich.
Der Erkrankung liegen bei etwa der Hälfte der Patienten Mutationen mit autosomal-rezessiver Vererbung zugrunde:
- im DOK7-Gen im Chromosom 4 an Genort p16.3
- im MUSK-Gen im Chromosom 9 an q31.3
- im RAPSN-Gen im Chromosom 11 an p11.2

Außerdem gibt es eine X-Chromosomal vererbte Form.

## Klinische Erscheinungen
Klinisches Leitkriterium ist die verminderte bis aufgehobene Beweglichkeit des Föten mit den Folgen:
- Polyhydramnion
- multiple Gelenk-Kontrakturen, Ulnardeviation der Hände, Kamptodaktylie, Talus verticalis
- Lungenhypoplasie
- kurze Nabelschnur
- Gesichtsanomalien, starr, Hypertelorismus und Telekanthus, kleine Ohren, Mikrostomie, Mikrognathie

Hinzu können Gaumenspalte und Herzfehler, später Kryptorchismus oder ein Kurzdarmsyndrom kommen.

## Diagnose
Das Wiederholungsrisiko für sporadisch auftretende Erkrankungen liegt zwischen 0,01 und 25 %.
Die Diagnose kann bereits intrauterin mittels Feinultraschall aufgrund von Polyhydramnion, Ankylosen, Ödem der Kopfhaut, verminderten Thoraxbewegungen und Lungenhypoplasie vermutet werden.

## Differential-Diagnose
Abzugrenzen sind andere Ursachen (myogen, neurogen, ischämisch, toxisch) einer fetalen Bewegungsarmut (Akinesie).

## Prognose
Etwa 30 % der betroffenen Kinder kommen als Totgeburt auf die Welt, viele der lebend Geborenen sterben an den Folgen der Lungenhypoplasie.